# Аустрија на Европском првенству у атлетици на отвореном 2014.
Аустрија је учествовала на Европском првенству у атлетици на отвореном 2014. одржаном у Цириху од 12. до 17. августа. Репрезентацију Аустрије представљао је 13 учесника (9 мушкарца и 4 жене) који су се такмичили у 12 дисциплина (8 мушких и 4 женске).
На овом првенству представници Аустрије нису освојили ниједну медаљу, али су поставили један национални и три лична рекорда, као и најбољи лични резултат сезоне.

## Учесници
| Мушкарци: - Николаус Францмајр — 800 м - Андреас Рапац — 800 м - Андреас Војта — 1.500 м - Брентон Рове — 5.000 м - Кристијан Пфлигл — Маратон - Томас Кајн — 400 м препоне - Кристијан Штајнхамер — 3.000 м препреке - Герхард Мајер — Бацање диска - Доминик Дистелбергер — Десетобој | Жене: - Јенифер Вент — 5.000 м - Беате Шорт — 100 м препоне - Кира Гринберг — Скок мотком - Елизабет Еберл — Бацање копља |  |

## Резултати

### Мушкарци
| Атлетичар            | Дисциплина       | Лични рекорд | Квалификације                | Квалификације                | Полуфинале            | Полуфинале            | Финале                | Финале               | Детаљи |
| Атлетичар            | Дисциплина       | Лични рекорд | Резултат                     | Место                        | Резултат              | Место                 | Резултат              | Место                | Детаљи |
| -------------------- | ---------------- | ------------ | ---------------------------- | ---------------------------- | --------------------- | --------------------- | --------------------- | -------------------- | ------ |
| Николаус Францмајр   | 800 м            | 1:46,78      | 1:49,18                      | 6. у гр. 2                   | Нису се квалификовали | Нису се квалификовали | Нису се квалификовали | 25 / 34              |        |
| Андреас Рапац        | 800 м            | 1:47,71      | 1:48,65                      | 5. у гр. 1                   | Нису се квалификовали | Нису се квалификовали | Нису се квалификовали | 21 / 34              |        |
| Андреас Војта        | 1.500 м          | 3:36,11      | дисквалификован по чл. 163,2 | дисквалификован по чл. 163,2 |                       |                       | Није се квалификовао  | Није се квалификовао |        |
| Брентон Рове         | 5.000 м          | 13:36,80     |                              |                              |                       |                       | 14:11,89              | 13 / 16              |        |
| Кристијан Пфлигл     | маратон          | 2:15:58      | 2:25:51                      | 45 / 50 (72)                 |                       |                       |                       |                      |        |
| Томас Кајн           | 400 м препоне    | 50,93        | 50,90 ЛР                     | 6. у гр. 4                   | Није се квалификовао  | Није се квалификовао  | Није се квалификовао  | 28 / 36              |        |
| Кристијан Штајнхамер | 3.000 м препреке | 8:43,40      | 8:58,58                      | 12. у гр. 1                  |                       |                       | Није се квалификовао  | 25 / 27 (28)         |        |
| Герхард Мајер        | бацање диска     | 65,24 НР     | 60,78                        | 7 у гр. А                    | Није се квалификовао  | 15 / 26 (30)          |                       |                      |        |

Десетобој
| Дисциплина   | Доминик Дистелбергер | Доминик Дистелбергер | Доминик Дистелбергер | Доминик Дистелбергер |
| Дисциплина   | Лич. рек.            | Рез.                 | Бод.                 | Плас.                |
| ------------ | -------------------- | -------------------- | -------------------- | -------------------- |
| 100 м        | 10,45                | 10,98                | 865                  | 6.                   |
| Скок удаљ    | 7,74                 | 7,21                 | 864                  | 18.                  |
| Бацање кугле | 13,02                | 12,93                | 663                  | 24.                  |
| Скок увис    | 2,00                 | 1,98                 | 785                  | 12.                  |
| 400 м        | 47,25                | 48,97                | 863                  | 8.                   |
| 110 препоне  | 14,20                | 14,25 ЛРС            | 942                  | 9.                   |
| Бацање диска | 42,87                | 40,46                | 674                  | 20.                  |
| Скок мотком  | 4,90                 | 4,90 =ЛР             | 880                  | 8.                   |
| Бацање копља | 59,80                | 58,02                | 708                  | 13                   |
| 1.500 м      | 4:27,10              | 4:37,22              | 698                  | 11.                  |
| Укупно       | 8.168                |                      | 7.942                | 12 / 19 (25)         |

### Жене
| Атлетичар      | Дисциплина    | Лични рекорд | Квалификације | Квалификације | Полуфинале            | Полуфинале            | Финале                | Финале      | Детаљи |
| Атлетичар      | Дисциплина    | Лични рекорд | Резултат      | Место         | Резултат              | Место                 | Резултат              | Место       | Детаљи |
| -------------- | ------------- | ------------ | ------------- | ------------- | --------------------- | --------------------- | --------------------- | ----------- | ------ |
| Јенифер Вент   | 5.000 м       | 15:45,50     | НО            | НО            |                       |                       | 15:47,61              | 11 /16 (17) |        |
| Беате Шорт     | 100 м препоне | 12,82 НР     | 13,31         | 6 у гр. 4     | Није се квалификовала | Није се квалификовала | Није се квалификовала | 27 /30 (31) |        |
| Кира Грибергер | скок мотком   | 4,36         | 4,45 НР       | 4 у гр. Б     |                       |                       | БП                    | БП          |        |
| Елизабет Еберл | бацање копља  | 60,07        | 54,41         | 7. у гр. А    | Није се квалификовала | 17/22                 |                       |             |        |